# مت کیزلار
مت کیزلار (انگلیسی: Matt Keeslar؛ زادهٔ ۱۵ اکتبر ۱۹۷۲) بازیگر اهل ایالات متحده آمریکا است. وی بین سال‌های ۱۹۹۴ تا ۲۰۱۰ میلادی فعالیت می‌کرد.
از فیلم‌ها یا برنامه‌های تلویزیونی که وی در آن نقش داشته است، می‌توان به تلماسه فرانک هربرت، جیغ ۳، محرمانه مدرسه هنر، آخرین روزهای دیسکو، گذرگاه امن، رنجرهای تگزاس، پنجره باز و مهمانی ساحل روانی اشاره کرد.